# Zéphirin Zoko
Zéphirin Zoko, né le 13 septembre 1977 à Abidjan, est un footballeur international ivoirien évoluant au poste d'attaquant.

## Biographie

### Débuts remarqués
Formé à l'ASEC Mimosas, il arrive en France en décembre 2001 au Paris Football Club, alors club ambitieux de CFA, après avoir préalablement effectué un essai à l'En Avant de Guingamp. 
En jouant une demi-saison, il inscrit finalement neuf buts en championnat lui permettant de signer dans un club du niveau au-dessus, l'Olympique d'Alès en National ; malgré la relégation du club pour raisons financières, son talent lui permet de se maintenir dans cette division en ralliant l'AS Cannes.
Sur la Côte d'Azur, il se révèle comme un attaquant efficace en inscrivant 10 buts en 34 matchs.

### Départ en Belgique
Après ses bonnes saisons en National, c'est la Belgique qui lui offre la possibilité de jouer en D1. Il rejoint en 2004 le KV Ostende et inscrit 8 buts en 27 matchs de championnat sur la saison 2004-2005 mais ne peut empêcher la relégation de son équipe.
Il conserve toutefois sa place dans l'élite belge en signant dans le club réputé de La Gantoise où il ne parvient toutefois pas à trouver une place de titulaire.

### Retour en France
Sur cet échec, il revient aux fondamentaux en signant au Nîmes Olympique, un club ambitieux de National, un championnat qu'il connaît parfaitement et où il jouit d'une bonne réputation. Pourtant, il n'arrive pas à se faire une place dans le secteur offensif nîmois dominé par Mickaël Colloredo et Stéphane Beyrac.
Non conservé, il atterrit à l'US Luzenac, club de CFA, il y reste deux saisons au bout desquelles le club est promu en National. Ne rentrant plus dans les plans du club ariégeois, il reste dans la région en rejoignant successivement l'AS Muret en 2009, puis en septembre 2010 l'US Cazères, évoluant tous deux en DH Midi-Pyrénées.

### Carrière internationale
Entre 2000 et 2002, il a participé à 8 rencontres pour 3 buts avec la sélection ivoirienne.